# Luís Francisco da Câmara Leal
Luís Francisco da Câmara Leal (Rio de Janeiro, 27 de setembro de 1822 — Ouro Preto, 6 de dezembro de 1878) foi um político brasileiro.
Foi vice-presidente da província do Paraná, exercendo a presidência da província interinamente, de 26 de fevereiro a 2 de maio de 1859.